# 小林由未子
小林由未子（1990年4月10日—），是一位日本女性播報員，目前於TBS電視台服務。身高166公分，埼玉縣出身。

## 經歷
- 在立教大學就讀時期，屬於Horipro旗下的模特兒事務所「booze」，並演出過索尼的產品「Handycam」等多支宣傳廣告[1]。
- 2013年4月，進入TBS電視台[2][3]。同期的主播還包括國山ハセン、熊崎風斗。
- 5月27日，於「夏Sacas（日语：夏サカス）」的活動中，以浴衣的穿著登場[4]。同時，與另兩位新人主播國山、熊崎組成「外食隊」進行宣傳，這也是她入社後首個活動性的工作。

## 演出節目
- 工作曲調（日语：ジョブチューン アノ職業のヒミツぶっちゃけます!）（2013年4月1日）
- 國王的早午餐（日语：王様のブランチ）（2013年8月10日） - 出水麻衣的代班
- N STA（日语：Nスタ）（2013年9月16日） - 負責「N天」單元

## 外部連結
- TBSアナウンスBoo!!（アナウンサー通信）｜小林由未子 （页面存档备份，存于） （日語）
- TBSアナウンスBoo!!（アナウンサー通信）｜お江戸新人手習い覚え書き『八っつぁん、熊さん、おゆみちゃん』 （页面存档备份，存于） （日語）
- booze｜小林由未子 （日語）